# David Robbins (Fotograf)

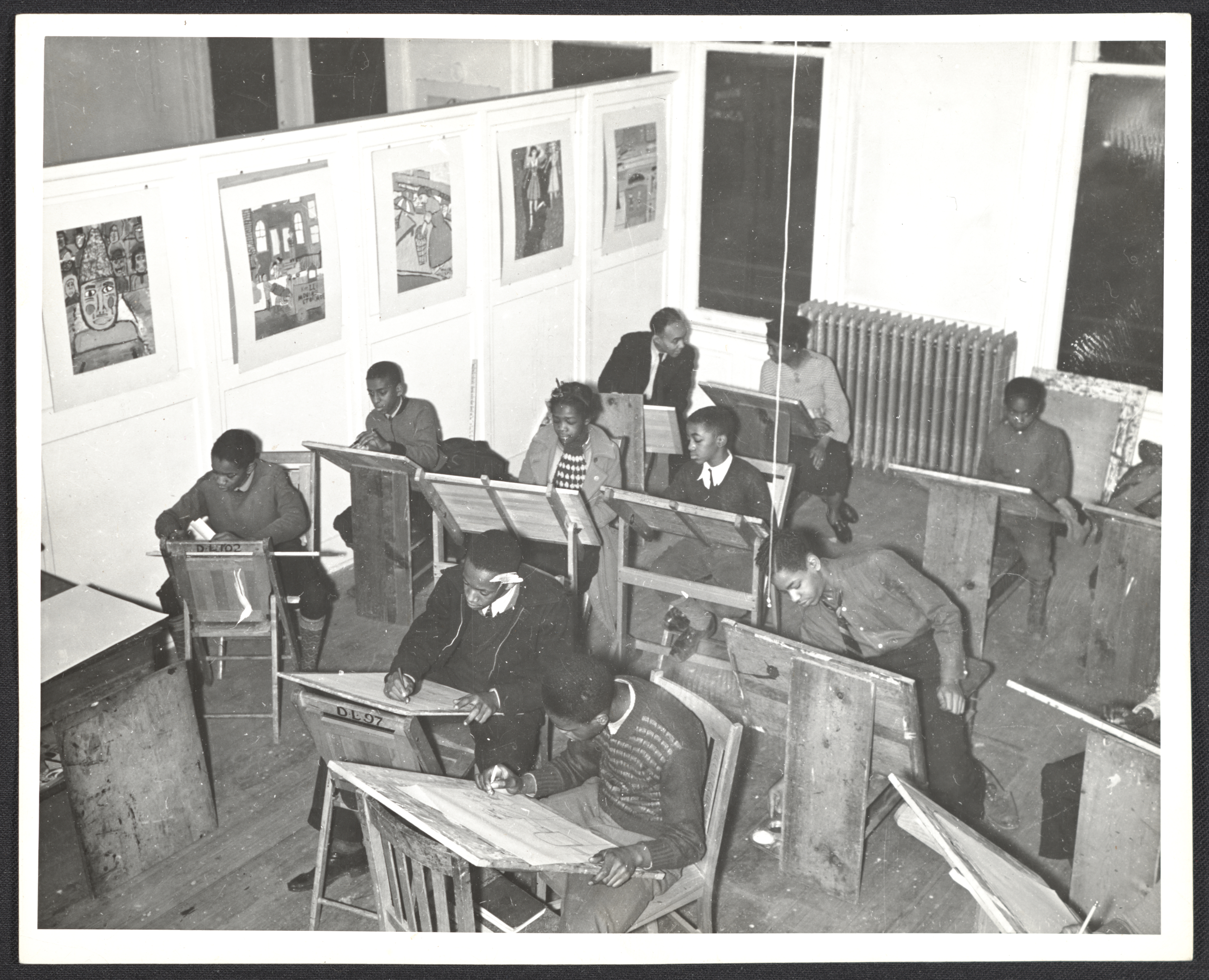
David Robbins für die Works Progress Administration: Students in a free art class at the Harlem Art Center, 1938. Archives of American Art

David Robbins (* 1907 in Brooklyn, New York; † 1981) war ein US-amerikanischer Fotograf, Mitglied und Lehrer der Photo League. Die Photo League war eine Organisation von Fotografen in New York, die sich der Dokumentation des Lebens in den Arbeitervierteln widmete. Sie wurde 1936 gegründet und bot ihren Mitgliedern Schulungen, Ausstellungsräume und eine Plattform für den Austausch über soziale und kreative Themen. Die Photo League wurde 1951 aufgelöst, nachdem sie während der McCarthy-Ära auf die schwarze Liste des US-Justizministeriums gesetzt worden war. Die Photo League spielte eine wichtige Rolle bei der Entwicklung der sozialdokumentarischen Fotografie in den USA.

## Leben
In den 1930er Jahren arbeitete David Robbins als Fotograf für Zeitschriften wie Collier’s, Look und US Camera Arts sowie für die Works Progress Administration (WPA), für die er Porträts bildender US-amerikanischer Künstler anfertigte. Während dieser Zeit war er Mitglied der Photo League und unterrichtete Fotografie. Zusammen mit dem Fotografen Arnold Eagle schuf er die Serie One-Third of a Nation, die die Lebensbedingungen auf der East Side von New York City während der Großen Depression dokumentierte. In den 1940er Jahren wandte sich David Robbins dem Film zu und produzierte Your Child Is a Genius, den ersten Film mit Anweisungen für Kunstlehrer zur Förderung kreativer Kinder. Seine Arbeiten befinden sich in den Sammlungen des Museum of Modern Art in New York und der Library of Congress.

## Werk

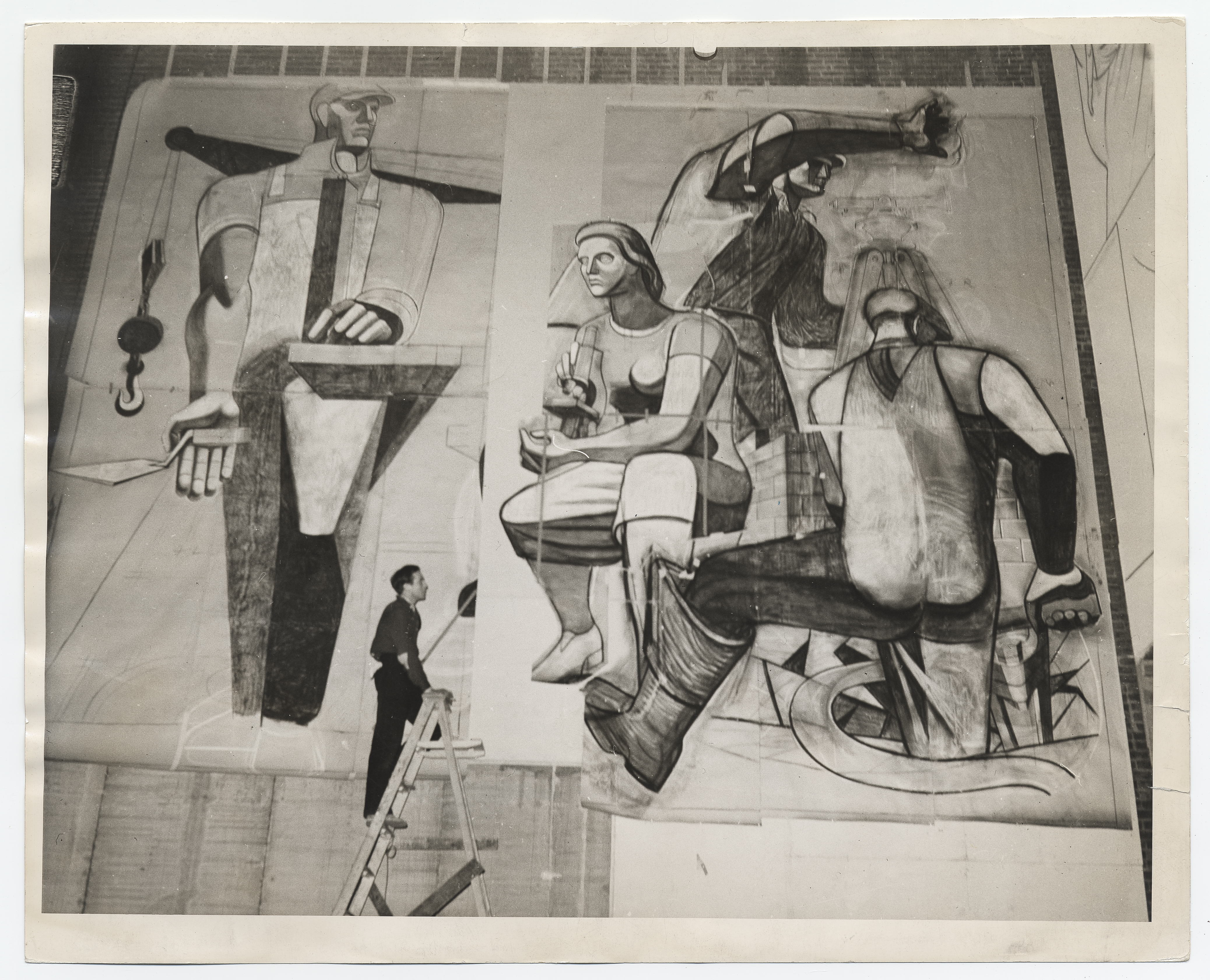
David Robbins: Philip Guston, 15. Februar 1939. Archives of American Art

Das fotografische Werk von David Robbins konzentrierte sich auf die Dokumentation sozialer Realitäten in urbanen Räumen, insbesondere im New York der 1930er Jahre. Seine Zusammenarbeit mit Arnold Eagle in der Serie One-Third of a Nation ist ein herausragendes Beispiel für die sozialdokumentarische Fotografie dieser Zeit. Später erweiterte er sein Schaffen auf den Bereich des Lehrfilms, wobei er sich auf die Förderung der kreativen Fähigkeiten von Kindern konzentrierte.